# Вернёй-ан-Алатт
Вернёй-ан-Алатт (фр. Verneuil-en-Halatte) — коммуна на севере Франции, регион О-де-Франс, департамент Уаза, округ Санлис, кантон Крей. Расположена в 42 км к юго-востоку от Бове и в 52 км к северу от Парижа, в 12 км от автомагистрали А1 «Север». Город находится на левом берегу реки Уаза, примыкает с севера к городу Крей; к востоку от него начинается обширный лесной массив Алатт.
Население (2018) — 4 677 человек.

## История
В середине XVI века Филипп де Буленвильер, сеньор де Вернёй, решил построить здесь большой замок. Однако средств у него не хватило, и он продал участок Жаку Савойскому, герцогу де Немур. Жак также не сумел закончить строительство замка, а его вдова Анна д’Эсте продала недостроенный замок королю Генриху IV. Король достроил замок и подарил его своей фаворитке Екатерине де Бальзак д'Антраг, которая таким образом стала маркизой де Вернёй.
В 1652 году Людовик XIV передал замок Генриху де Бурбону, внебрачному сыну Генриха IV и маркизы, получившего титул герцога де Вернёй.  В 1705 замок купили принцы Конде, а в 1734 году они решили снести его, поскольку он "бросал тень" на их роскошную усадьбу в Шантийи. В 1987 году городской муниципалитет решил спасти то, что осталось от бывшего замка, и теперь его руины считаются памятником истории.

## Достопримечательности
- Церковь Святого Оноре XV-XVI веков с отдельными фрагментами XII века
- Руины королевского замка
- Дом Саломона де Бросса - знаменитого архитектора, уроженца города
- Раскопанные фрагменты поселения римского периода

## Экономика
Структура занятости населения:
- сельское хозяйство — 0,0 %
- промышленность — 15,0 %
- строительство — 6,1 %
- торговля, транспорт и сфера услуг — 64,3 %
- государственные и муниципальные службы — 14,6 %

Уровень безработицы (2017) — 9,3 % (Франция в целом — 13,4 %, департамент Уаза — 13,8 %). 

Среднегодовой доход на 1 человека, евро (2018) — 26 240 (Франция в целом — 21 730, департамент Уаза — 22 150).

## Демография
Динамика численности населения, чел.

## Администрация
Пост мэра Вернёй-ан-Алатта с 2020 года занимает Филипп Кельнер (Philippe Kellner). На муниципальных выборах 2020 года возглавляемый им правый список был единственным.
| Период | Период | Фамилия        | Партия                                                       | Примечания                                      |
| ------ | ------ | -------------- | ------------------------------------------------------------ | ----------------------------------------------- |
| 1965   | 1983   | Иван Сарразен  | преподаватель математики                                     |                                                 |
| 1983   | 2008   | Жак-Клод Рмо   | Объединение в поддержку Республики Союз за народное движение | овощевод, член Генерального совета департамента |
| 2008   | 2020   | Кристиан Массо | Разные правые                                                |                                                 |
| 2020   |        | Филипп Кельнер | Разные правые                                                | учитель                                         |

## Галерея
- Развалины королевского замка
- Дом Саломона де Бросса
- Здание мэрии

1. 1 2  база данных о французских коммунах — Национальный географический институт Франции, 2015.